# Rakéta-póthajtású lövedék
A rakéta-póthajtású lövedék (angolul rocket-assisted projectile, RAP) a tüzérségi lövedékek egyik növelt hatótávolságú változata, melyet a lőtáv kezdeti szakaszában kisméretű rakétahajtómű segít. Ez a rakétahajtómű, mely a lövedékfenékben helyezkedik el, a csőtorkolatból kilépő lövedéket röppályáján tovább gyorsítja, illetve annak légellenállását csökkenti saját kiáramló égésgázai (gázkúpja) segítségével. E két tényezővel a lövedék 20-25%-kal nagyobb lőtávolság lerepülésére képes nem póthajtott társával szemben. Több, napjainkban alkalmazott lézervezérlésű tüzérségi lövedéknél is alkalmazzák ezt.
Mivel a NATO-szabványok (STANAG) a hadtest-tüzérség maximális lőtávolságát 30 000 méterben állapították meg, ezért majdnem minden NATO-tagnak szükségessé vált 105 és 155 mm-es tüzérségi eszközeiknél ilyen RAP-lövedékek alkalmazására az elérni kívánt nagyobb lőtávok érdekében. A kötelékben egyedüliként a belga hadsereg nem alkalmazza, ugyanis hagyományos lövedékkel is képesek elérni ezt a lőtávot. Mind a NATO, mind a volt Varsói Szerződés tagállamai alkalmazták ezt a hajtásmódot.

## Fajtái
| Típusjel              | Űrméret          | Gyártó             |
| --------------------- | ---------------- | ------------------ |
| 15 cm R. Gr. 19 FES   | 150 mm           | Harmadik Birodalom |
| M548                  | 105 mm           | USA                |
| M913                  | 105 mm           | USA                |
| M549                  | 155 mm           | USA                |
| M549A1                | 155 mm           | USA                |
| M795E1                | 155 mm           | USA                |
| Saber/XM982 Excalibur | 155 mm           | USA                |
| BTERM/ANSR            | fejlesztés alatt | USA                |
| LRLAP                 | fejlesztés alatt | USA                |
| ERGM                  | fejlesztés alatt | USA                |
| ERM                   | fejlesztés alatt | USA                |

## Külső hivatkozások
- Rocket-Assisted Projectiles (RAP) – globalsecurity.org (angolul)